# USS Rodgers (DD-254)
USS Rodgers (DD-254) là một tàu khu trục lớp Clemson được Hải quân Hoa Kỳ chế tạo vào cuối Chiến tranh Thế giới thứ nhất. Trong Chiến tranh Thế giới thứ hai, nó được chuyển cho Hải quân Hoàng gia Anh và được đổi tên thành HMS Sherwood (I80), và đã tiếp tục phục vụ cho đến khi xung đột kết thúc. Nó là chiếc tàu chiến thứ ba của Hải quân Hoa Kỳ được đặt tên theo ba thế hệ gồm Thiếu tướng Hải quân John Rodgers (1772–1838), con ông là Chuẩn đô đốc John Rodgers (1812–1882), và chắt ông là Trung tá Hải quân John Rodgers (1881–1926).

## Thiết kế và chế tạo
Rodgers được đặt lườn như là chiếc Kalk vào ngày 25 tháng 9 năm 1918 tại xưởng tàu của hãng New York Shipbuilding Corporation,  nhưng được đổi tên thành Rodgers vào ngày 23 tháng 12 năm 1918. Nó được hạ thủy vào ngày 26 tháng 4 năm 1919, được đỡ đầu bởi cô Helen T. Rodgers, cháu nội Thiếu tướng Hải quân John Rodgers; và được đưa ra hoạt động vào ngày 22 tháng 7 năm 1919 dưới quyền chỉ huy của Hạm trưởng, Thiếu tá Hải quân A. M. Steckel.

## Lịch sử hoạt động

### USSRodgers
Rodgers phục vụ cùng Đội khu trục 28 trực thuộc Hạm đội Đại Tây Dương co đến mùa Xuân năm 1922, khi nó đi đến Philadelphia, Pennsylvania để chuẩn bị ngưng hoạt động. Được cho xuất biên chế vào ngày 20 tháng 7 năm 1922, nó tiếp tục ở lại thành phần dự bị cho đến khi chiến tranh lại nổ ra ở Châu Âu.
Được cho nhập biên chế trở lại vào ngày 18 tháng 12 năm 1939, Rodgers lại chỉ phục vụ một thời gian ngắn cùng Hạm đội Đại Tây Dương. Vào tháng 10 năm 1940, nó đi đến Halifax, Nova Scotia để gia nhập cùng các tàu khu trục khác cùng được chuyển cho Anh Quốc theo Thỏa thuận đổi tàu khu trục lấy căn cứ. Nó xuất biên chế vào ngày 23 tháng 10 năm 1940, được chuyển giao và nhập biên chế Hải quân Hoàng gia Anh cùng ngày hôm đó như là chiếc HMS Sherwood (I80), và được phân về Chi hạm đội Khu trục Town 4.

### HMSSherwood
Sherwood khởi hành đi Anh vào ngày 1 tháng 11. Đổi hướng trên đường đi, nó tham gia truy tìm những người sống sót của các con tàu bị mất thuộc Đoàn tàu HX-84, rồi tham gia truy lùng chiếc tàu tuần dương Đức Admiral Scheer sau đó trước khi quay trở lại Canada để sửa chữa. Nó đi đến Belfast vào ngày 18 tháng 11, rồi tiếp tục đi đến Portsmouth, nơi mà sau khi được đại tu, nó lên đường gia nhập Đội hộ tống 12 trực thuộc Bộ chỉ huy tiếp cận phía Tây đặt căn cứ tại Londonderry Port. Nó cùng với Đội 12 được chuyển sang Iceland vào tháng 4 năm 1941, và nó đã tham gia vào việc săn đuổi chiếc Bismarck vào cuối tháng 5. Vào ngày 28 tháng 5, một ngày sau khi chiếc thiết giáp hạm Đức bị đánh chìm, nó đã tham gia các nỗ lực cứu vớt những người sống sót từ chiếc tàu khu trục Anh Mashona.
Trong mùa Hè, Sherwood trải qua đợt sửa chữa tại Clyde, rồi quay trở lại Londonderry Port, nơi nó thoạt tiên hoạt động cùng Đội hộ tống 2 và sau đó là cùng Đội hộ tống 33 cho đến đầu năm 1942. Trong tháng 2 và tháng 3, nó tháp tùng các tàu sân bay trong các chuyến đi chạy thử máy, và sau một giai đoạn khác trong ụ tàu từ tháng 4 đến tháng 8, nó phục vụ như một tàu mục tiêu để huấn luyện máy bay thuộc Căn cứ Không lực Hải quân Hoàng gia tại Fearn, Scotland. Sang mùa Thu, nó lại vượt Đại Tây Dương để phục vụ cùng Bộ chỉ huy Newfoundland cho đến khi quay trở về Londonderry Port vào tháng 2 năm 1943. Trong tháng 3 và tháng 4, nó hộ tống một đoàn tàu vận tải đi Tunisia và quay trở về, nhưng đến tháng 5, nó lại cần được sửa chữa lớn. Vì đã cũ và lạc hậu, Sherwood được rút khỏi hoạt động thường trực tại Chatham, tháo dỡ vũ khí và mọi linh kiện còn sử dụng được, rồi được kéo đến Humber nơi nó được cho mắc cạn tại vùng nước nông để sử dụng như một mục tiêu huấn luyện máy bay. Lườn tàu của nó được tháo dỡ vào năm 1945.